# Carl Neumann
Pour les articles homonymes, voir Neumann.
Ne pas confondre avec le mathématicien John von Neumann.
Carl Gottfried Neumann (7 mai 1832 à Königsberg - 27 mars 1925 à Leipzig) est un mathématicien allemand. Il a notamment travaillé sur le principe de Dirichlet et fut l'un des pionniers de la théorie des équations intégrales.

## Biographie
Avec Alfred Clebsch, il a fondé les Mathematische Annalen, une revue mathématique.
Il a aussi donné son nom aux conditions aux limites de Neumann pour certaines équations différentielles ou équations aux dérivées partielles. Il a étudié la série de Neumann, similaire à la suite géométrique, mais qui s'applique aux matrices
{\displaystyle {\frac {1}{1-x}}=1+x+x^{2}+\cdots }

## Publications
- Das Dirichlet'sche Princip in seiner Anwendung auf die Riemann'schen Flächen (B. G. Teubner, Leipzig, 1865)
- Vorlesungen über Riemann's Theorie der Abel'schen Integrale  (B. G. Teubner, 1865)
- Theorie der Bessel'schen functionen: ein analogon zur theorie der Kugelfunctionen (B. G. Teubner, 1867)
- Untersuchungen über das Logarithmische und Newton'sche potential (B. G. Teubner, 1877)
- Allgemeine Untersuchungen über das Newton'sche Princip der Fernwirkungen, mit besonderer Rücksicht auf die elektrischen Wirkungen (B. G. Teubner, 1896)
- Über die Methode des arithmetischen Mittels (S. Hirzel, Leipzig, 1887)
- Die elektrischen Kräfte (Teubner, 1873-1898)